# ポグラニチニ (沿海地方)
ポグラニチニ（ロシア語: Пограничный）はロシア連邦東部の沿海地方にあり、ポグラニチニ地区の中心に位置する町。人口は10,280人（2010年全ロシア国勢調査）。

## 概要
1898年に東清鉄道のグロデコヴォ駅が設置されたのが始まりである。現在の町名はロシア語で「国境」の意味であり、ソビエト連邦時代の1958年に名付けられた。国境を挟んで中国側には綏芬河市がある。